# Michio Yasuda
Michio Yasuda (Japó, 10 de novembre de 1949), és un exfutbolista japonès.

## Selecció japonesa
Michio Yasuda va disputar 1 partits amb la selecció japonesa.